# Halyphyseminae
Halyphyseminae es una subfamilia de foraminíferos bentónicos de la Familia Halyphysemidae, de la Superfamilia Astrorhizoidea y del Orden Astrorhizida. Su rango cronoestratigráfico abarca el Holoceno.

## Discusión
Clasificaciones previas incluían Halyphyseminae en la Familia Rhabdamminidae y en el Orden Textulariida.

## Clasificación
Halyphyseminae incluye a los siguientes géneros:
- Halyphysema
- Dendronina

Otros géneros inicialmente asignados a Halyphyseminae y actualmente clasificados en otras familias son:
- Nubeculariella, ahora en la Familia Saccamminidae

Otro género considerado en Halyphyseminae es:
- Gastrophysema, aceptado como Halyphysema